# کامرون (ایلینوی)
کامرون (به انگلیسی: Cameron) یک منطقهٔ مسکونی در ایالات متحده آمریکا است که در شهرستان وارن، ایلینوی واقع شده‌است. کامرون ۲۳۵٫۰ متر بالاتر از سطح دریا واقع شده‌است.